# Rolladen-Schneider LS8
Rolladen-Schneider LS8 je enosedežno jadralno letalo nemškega podjetja  Rolladen-Schneider. Trenutno ga proizvaja DG Flugzeugbau.
V 1980ih je LS4 izgubil vodilno pozicijo v razredu FAI Standard class, predvsem zaradi prihoda Discus-a. Sprva so zgradili LS7, ki se je slabo prodajal, zato so začeli načrtovati novo letalo. Na LS8 so predelali krilca in odstranili zakrilca, tako je krilo bolj čisto.
Verzije LS8-t in LS8-st so opremljene s 23 konjskim motorjem. Skoraj na vseh verzijah so wingleti, ki malce zmanjšajo zračni upor. Ima uvlačljivo pristajalno podvozje.

## Specifiikacije (LS8-18 s 15-metrskim razponom)
- Posadka: One pilot
- Kapaciteta vodnega balasta: 202 kg (414 lb)
- Dolžina: 6,72 m (22 ft 1 in)
- Razpon kril: 15,00 m (49 ft 3 in)
- Višina: 1,33 m (4 ft 4 in)
- Površina kril: 10,5 m2 (113 ft2)
- Vitkost: 21,4
- Prazna teža: ca. 250 kg (550 lb)
- Gros teža: 525 kg (1155 lb)

- Maks. hitrost: 280 km/h (175 mph)
- Jadralno število: ca. 43
- Hitrost padanja: ca. 0,59 m/s (116 ft/min)